# ЕП10
Електровоз ЕП10 - двосистемний пасажирський електровоз, що випускався в Росії спільно з компанією Bombardier Transportation.

## Експлуатація
Станом на 2013 рік більшість електровозів знаходиться в експлуатації, водночас частина локомотивів проходить часткову модернізацію на заводі-виробнику.
Основним недоліком електровозів ЕП10 визнана низька надійність тягових електродвигунів (ТЕД), виявлено і ряд інших проблем. На початку 2007 року в пресі з'явилася інформація про відкликання електровозів цієї серії з експлуатації.Зокрема йдеться про те, що «технічний аудит показав, що якість збірки локомотивів на НЕВЗі з комплектуючих, які поставляють 800 російських заводів, виявилася вкрай низькою».
Всі 12 електровозів ЕП10 приписані до локомотивного депо ТЧЕ-6 Москва - Сортувальна - Рязанська і в даний час експлуатуються на маршрутах Москва - Нижній Новгород, Москва - Воронеж, Москва - Київ.

## Історія і конструкція
За період з 1998 по 2006 рік побудована серія з 12 локомотивів ЕП10. Всі електровози ЕП10 працюють в ТЧе-6 "Москва-Сортувальна-Рязанська" Московської залізниці. Електровози цієї серії відрізняються високою потужністю, хорошою динамікою розгону, а також поліпшеними енергетичними показниками (для «ручного» режиму на відміну від режиму автоматичної підтримки швидкості). 
На всіх локомотивах встановлено обладнання для рекуперації, система автоматичного управління тягою і рекуперативно-реостатним гальмом, трирівнева мікропроцесорна система діагностики, асинхронні ТЕД. Передбачена можливість обслуговування електровоза
одноосібно, але разом з цим, за відгуками локомотивних бригад, які обслуговують даний електровоз, одноосібне управління електровозом здійснювати складно з огляду на те що частина органів управління (освітлення кабіни, освітлення ходової частини, включення/вимикання буферних ліхтарів, включення/вимикання електроопалення поїзда і т. д.) розташоване на пульті помічника машиніста. Електрообладнання поставляється компанією Bombardier Transportation.
При проектуванні тягових електродвигунів ЕП10 замовником були встановлені дуже жорсткі масогабаритні показники, які конструкційно не дозволили збільшити вагу тягових електродвигунів на кілька кілограмів з поліпшенням характеристик потужності і температури. Однак за оцінками фахівців асинхронні двигуни ЕП10, показали кращі характеристики, ніж іноземні аналоги по ряду ключових значень.
З 2011 року всі електровози ЕП10 проходять середній ремонт (СР) на Ростовському електровозоремонтному заводі (РЕРЗ).